# إرث الأب
إرث الأب أو ميراث الأب في فقه المواريث هو ما يرثه الأب من أبنائه أو بناته. ويعد الأب من العصبات، فيرث في الأصل بالتعصيب، ما لم يوجد معه من الورثة فرع وارث ذكر، فإن وجد معه فرع وارث ذكر؛ فيرث فرض السدس، وإذا كان معه فرع وارث أنثى أي: بنت واحدة أو أكثر، أو بنت ابن واحدة أو أكثر؛ فيجمع بين الفرض والتعصيب معا، بمعنى: أنه يرث السدس فرضا، ويأخذ الباقي تعصيبا. ويختص الأب في الميراث بأنه يجمع بين الفرض والتعصيب معا، فيأخذ بالتعصيب: ما بقي بعد أصحاب الفروض، إن لم ينقص عن السدس، فإن نقص عن السدس؛ يفرض له السدس وتعول المسألة، وإن زاد الباقي عن السدس؛ أخذ السدس فرضا، وأخذ معه الباقي تعصيبا. ولا ينقص إرثه عن السدس في جميع الأحوال، ولا يسقط بأي حال من الأحوال.

## أحوال إرث الأب
- يرث بالتعصيب عند عدم وجود فرع وارث ذكر.
- السدس مع الابن أو ابن الابن وإن سفل، مثاله: أن يترك المورث أبا وابنا، فللأب السدس فرضا، وللابن الباقي تعصيبا، وأصل المسألة ستة، للأب السدس وهو واحد من ستة، وللابن الباقي وهو خمسة، للتحقيق: واحد+ خمسة= ستة، ويكون للابن في هذه المسألة خمسة أسداس. وهكذا يكون للأب السدس لو كان معه من الأبناء اثنان أو أكثر، أو ابن ابن واحد أو أكثر.
- الجمع بين الفرض والتعصيب، عند عدم وجود فرع وارث ذكر، أما لو كان معه فرع وارث أنثى، أي: إن كان معه من الورثة بنت أو بنت ابن؛ فقد يجمع بين الفرض والتعصيب، فلو مات شخص وخلف أبا وبنتا؛ فللبنت النصف فرضا، وللأب السدس فرضا، والباقي تعصيبا. وفرض البنت النصف ومخرجه اثنان، وفرض الأب السدس ومخرجه ستة، بين الاثنين والستة تداخل، فيكتفى بالستة، فيكون أصل المسألة ستة، للبنت النصف وهو ثلاثة، وللأب السدس فرضا وهو واحد من ستة، واحد+ ثلاثة، المجموع= أربعة، والباقي اثنان للأب تعصيبا، فسهام البنت ثلاثة من ستة أي: نصف الستة، وهي ثلاثة أسداس، وسهام الأب ثلاثة من ستة وهي ثلاثة أسداس: سدس فرضا، وسدسان تعصيبا.
- يأخذ السدس كاملاً إذا لم يبق في المسألة من السهام غير السدس.
- يفرض له السدس عند نقص السهام عن قدر السدس، بسبب تزاحم الورثة، ثم تعول المسألة.
- يقاسم الأم في مسألتي الغراوين، ويكون له فيهما سهمان وللأم سهم.

## مع الفرع الوارث الذكر
قاعدة إرث الأب مع الفرع الوارث الذكر أنه يرث السدس. والفرع الوارث الذكر هو: الابن أو ابن الابن -وإن سفل-.
- مثال: أن يترك المورث أبا وابنا، فللأب السدس فرضا، وللابن الباقي تعصيبا، وأصل المسألة ستة، من مخرج السدس، للأب السدس وهو: واحد من ستة، وللابن الباقي وهو: خمسة أسداس.
- مثال: إذا كان في مسألة التوريث أب وابنان أو أكثر؛ فللأب السدس فرضا، والباقي للابنين أو الأبناء مهما كان عددهم.
- مثال: إذا كان في المسألة أب وابن ابن -وإن سفل-؛ فللأب السدس فرضا، ولابن الابن الباقي تعصيبا. وإذا كان مع الأب اثنان أو أكثر من أبناء الابن؛ فللأب السدس، ولابني الابن أو أبناء الابن الباقي تعصيبا.
- مثال: إذا كان في المسألة أب وابن واحد أو أكثر وبنت واحدة أو أكثر؛ فللأب السدس، والباقي يقسم بين الابن والبنت للذكر مثل حظ الأنثيين.
- مثال: إذا كان في المسألة أب وابن ابن أو أكثر، وبنت ابن أو أكثر؛ فللأب السدس، والباقي لبني الابن للذكر مثل حظ الأنثيين.
- أب وابن
- أب وابنان فأكثر
- أب وابن واحد أو أكثر، وبنت واحدة أو أكثر
- أب وابن ابن واحد أو أكثر وإن سفل
- أب وابن ابن أو أكثر، وبنت ابن أو أكثر

## اقتباس
قال في نهاية المقتصد: «وأجمع العلماء على أن الأب إذا انفرد كان له جميع المال، وأنه إذا انفرد الأبوان كان للأم الثلث وللأب الباقي لقوله تعالى: ﴿وورثه أبواه فلأمه الثلث﴾. وأجمعوا على أن فرض الأبوين من ميراث ابنهما إذا كان للابن ولد أو ولد ابن السدسان، أعني أن لكل واحد منهما السدس لقوله تعالى: ﴿ولأبويه لكل واحد منهما السدس مما ترك إن كان له ولد﴾. والجمهور على أن الولد هو الذكر دون الأنثى وخالفهم في ذلك من شذ. وأجمعوا على أن الأب لا ينقص مع ذوي الفرائض من السدس وله ما زاد. أجمعوا من هذا الباب على أن الأم يحجبها الإخوة من الثلث إلى السدس لقوله تعالى: ﴿فإن كان له إخوة فلأمه السدس﴾.
واختلفوا في أقل ما يحجب الأم من الثلث إلى السدس من الإخوة فذهب علي -رضي الله عنه- وابن مسعود إلى أن الإخوة الحاجبين هما اثنان فصاعدا، وبه قال مالك وذهب ابن عباس إلى أنهم ثلاثة فصاعدا، وأن الاثنين لا يحجبان الأم من الثلث إلى السدس، والخلاف آيل إلى أقل ما ينطلق عليه اسم الجمع.
فمن قال: أقل ما ينطلق عليه اسم الجمع ثلاثة قال: الإخوة الحاجبون ثلاثة فما فوق. ومن قال: أقل ما ينطلق عليه اسم الجمع اثنان قال: الإخوة الحاجبون هما اثنان أعني في قوله تعالى: "فإن كان له إخوة"، ولا خلاف أن الذكر والأنثى يدخلان تحت اسم الإخوة في الآية وذلك عند الجمهور، وقال بعض المتأخرين لا أنقل الأم من الثلث إلى السدس بالأخوات المنفردات؛ لأنه زعم أنه ليس ينطلق عليهن اسم الإخوة إلا أن يكون معهن أخ لموضع تغليب المذكر على المؤنث، إذ اسم الإخوة هو جمع أخ، والأخ مذكر.»

## إرث الأم
ترث الأم ثلث المال إذا لم يكن للميت فرع وارث ولا عدد من الإخوة. وترث السدس إن كان للميت فرع وارث أو عدد من الإخوة. وترث ثلث الباقي في مسألتي الغراوين.